# Zuzanna Janin
Zuzanna Janin (* 1961 in Warschau) ist eine polnische bildende Künstlerin, die gelegentlich auch als Filmschauspielerin aufgetreten ist. Janin hat Skulpturen, Videos, Installationen und Fotografien geschaffen. Bis 1992 nutzte sie den Namen Zuzanna Baranowska, ab 1992 Zuzanna Janin. Janin lebt und arbeitet in Warschau und London.

## Kunstkarriere
Janin ist bildende Künstlerin und nahm an zahlreichen Ausstellungen in Europa und weltweit teil (1990–1992 unter dem Namen Zuzanna Baranowska, ab 1992 unter dem Namen Zuzanna Janin), u. a. Kunsthalle Bern, Kunstmuseum Bern, The Art Institute of Philadelphia und viele andere Institutionen, Museen und Galerien.
Sie nahm an Sonsbeek ’93, Sydney Biennale 1992–1993, Istanbul Biennale 1992, Liverpool Biennale 1996 und 54. Venice Art Biennale 2011 (rumänisches Programm) teil.
Janin hatte eine Einzelpräsentation und Vorführung im Kunstverein Salzburg,
Zu ihren Arbeiten zählen die Zuckerwatteskulptur „Sweet Girl, Sweet Boy“, und die Video-Performance "Fight".
Janin arbeitete mit zahlreichen Künstlern und Schriftstellern zusammen, darunter Olga Tokarczuk, die einen Text für ihren ersten Katalog verfasste, der mit ihrer Einzelausstellung im Zentrum für zeitgenössische Kunst, Ujazdowski Castel im Jahr 2000 herausgegeben wurde.

## Sammlungen
Ihre Werke sind u. a. enthalten: Museum Morsbroich, Leverkusen; Städtisches Museum / Kunstzentrum Saloniki; Hoffmann Sammlung Berlin,, La Gaia Collectione, Busca, La Fabrique Collection Josée et Marc Gensollen, Marseille Kröller-Müller Museum, Oterloo; MAM RIO Museu Arte Moderna Rio de Janeiro, Staatliche Kunstsammlungen Dresden, TOP Tokyo Photographic Art Museum, Tokyo, National Gallery Zachęta; Zentrum für zeitgenössische Kunst, Warschau; Nationalmuseum, Warschau; Nationalmuseum Krakau; Nationalmuseum in Stettin; NOMUS Noue Museum Danzig, Zeitgenössisches Museum Breslau; Oberschlesisches Museum, Bytom; Sammlungen Zeichen der Zeit Lublin, Białystok, Olsztyn, Kattowitz; Toruń / CSW Toruń, Museum der Warschauer Universität Warschau, Ursula Blicle Archiv / Belvedere, Wien.

## Filmkarriere
Janin spielte als Fünfzehnjährige die Titelrolle der Majka in der 1976 entstandenen polnischen Fernsehserie Szalenstwo Majki Skowron und 2018 die Rolle der Natalia Rosińska Silaczka in dem polnischen Film "Siłaczki/Strong Women" unter der Regie von Marta Dzido und Piotr Śliwowski. Der Film erzählt die Geschichte der ersten Feministinnen, die 1918 in Polen für die Frauenrechte kämpften.

## Privatleben
Janin trat unter dem Namen Antoszkiewicz in ihrem ersten Film auf, privat führte sie die Namen Baranowska und Bałka. Janins Mutter, die einen Transport nach Auschwitz überlebte, war die polnische Malerin Maria Anto. Zuzanna Janin war verheiratet mit Paweł Baranowski (1982–1990) und Mirosław Bałka (1990–2018). Sie hat zwei Kinder.
Seit 2018 ist sie Mitglied der Gruppe der Frauen mit häuslicher Gewalt Surwiwalki/Survivers, die im Zentrum für Frauenrechte in Warschau gegründet wurde.

### Kataloge der Einzelausstellungen
- Zuzanna Janin, Dom przekształcony w bryły geometryczne / Home Transformed Into Geometric Solids, texts: K. Krysiak, A. Grzemska, conversation: [Michael Newman] with Z.Janin, Galeria Foksal / Foksal Gallery, Warszawa, 2019
- Zuzanna Janin, WALKA / FIGHT, lokal_30 Warszawa, red. [Agnieszka Rayzacher], texts: S. Szabłowki, A.Rayzacher, O. Stanisławska, P. Olszewska, A. Rayzacher, wyd. lokal_30 FLS, FMS, Warszawa 2017
- Zuzanna Janin, White She-Raven, book, Galeria Labirynt, Lublin, lokal_30 Warszawa, red. Agnieszka Rayzacher, texts: M. Ujama, A.Bryzgel, A. Rayzacher, interview: M. Czyńska, Lublin 2016
- Zuzanna Janin, Majka z filmu / Majka from the Movie, text M. Gisbourne, K. Wielebska, Galeria Arsenal Poznan, Centrum Sztuki Łaźnia Gdańsk, Temporary Gallery Cologne, 2010
- Zuzanna Janin, Widziałam swoją śmierć / I’ve Seen My Death, text: R. Lewandowski, W. Kuczok, St. Szabłowski, Galeria Foksal, Galeria Entropia Wrocław, Hoffmann Sammlung Berlin, Galeria Foksal Warszawa, 2003
- Zuzanna Janin, FIGHT / ILoveYouToo, texts: St. Szabłowski, A. Wiedemann, H. Sienkiewicz, Galeria Zachęta Warszawa, Galleria Kronika Bytom, Galeria Bunkier Sztuki Kraków, 2001
- Zuzanna Janin, Co za piekło, co za raj, c.d., text: Olga Tokarczuk, one question interviews: M. Goździewski, W. Krukowski, G. Schöllhammer, J. Mytkowska, A. Rottenberg, J. Suchan. A. Prasał, Ł. Gorczyca, T. Bond, S. Eiblmayr, U. Loock, P. Pakesch, Galeria Foksal Warszawa, CSW Warszawa, 2000
- Zuzanna Janin. Text: Silvia Eiblmayr, E. van der Heeg, interview: Adam Szymczyk. Salzburg Kunstverein, Salzburg 1995. ISBN  3-901264-13-2